# 阿里奎帕

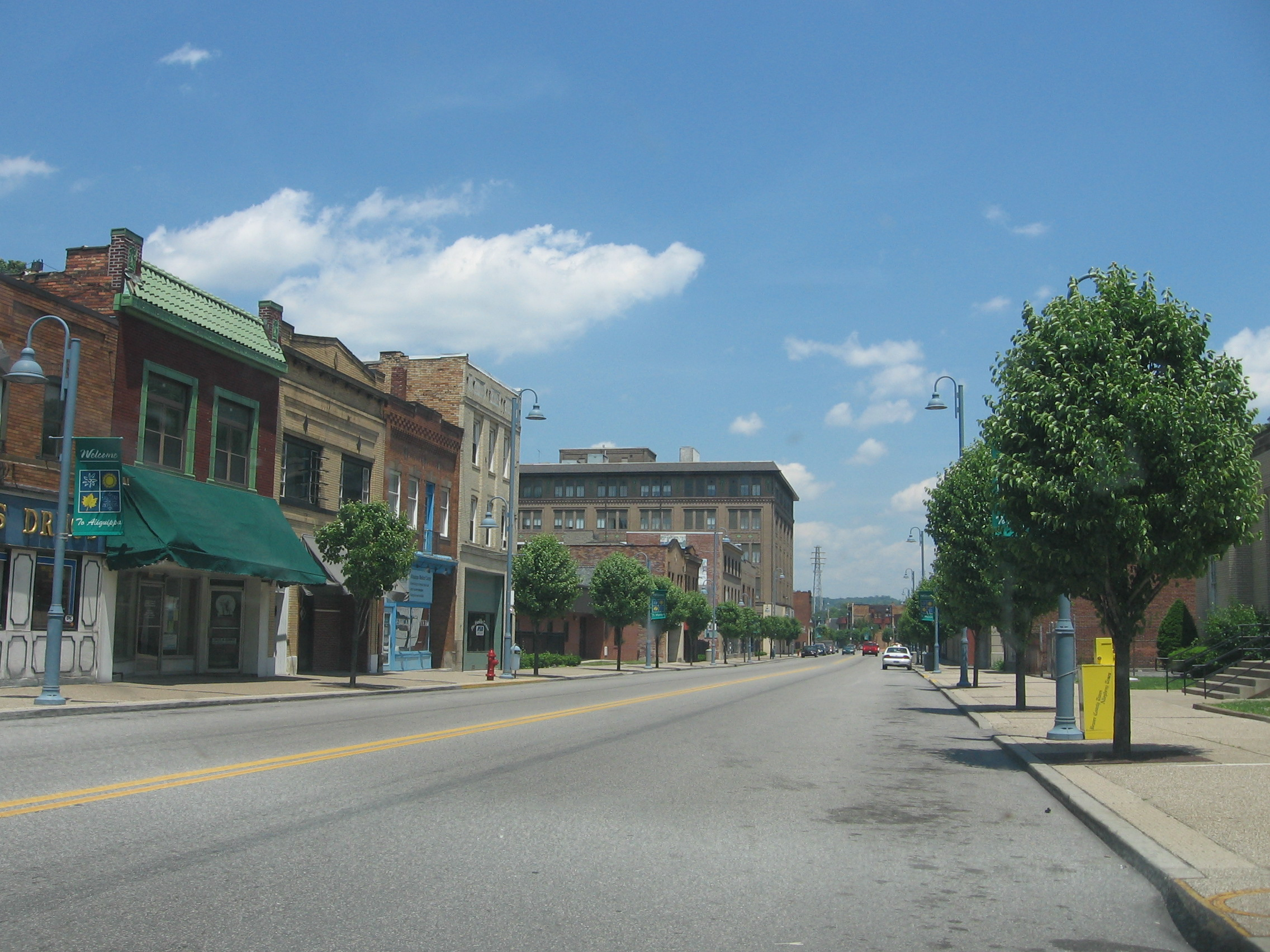
阿里奎帕

阿里奎帕（Aliquippa）是位於美國賓夕法尼亞州比佛縣的一座城市，2020年有人口9,238人。阿里奎帕是音樂家亨利·曼西尼與籃球員皮特·馬拉維奇的故鄉。